# Nino Rota
Pour les articles homonymes, voir Rota.
Œuvres principales
BO de La strada, La dolce vita, Rocco et ses frères, Huit et demi, Le Guépard, Roméo et Juliette, Satyricon, Le Parrain, Amarcord, Le Casanova de Fellini...
Giovanni Rota Rinaldi, dit Nino Rota, né le 3 décembre 1911 à Milan et mort le 10 avril 1979 à Rome, est un compositeur et chef d'orchestre italien, réputé pour ses compositions pour le cinéma (musique originale pour environ 170 films), notamment pour les films de Federico Fellini et pour le thème du Parrain. Il est également le compositeur de 4 symphonies, 11 opéras, 9 concertos ainsi que d'une musique de chambre abondante.

## Biographie

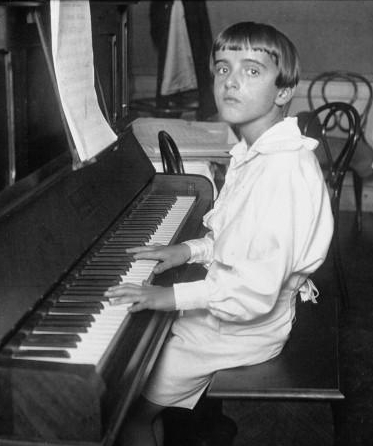
Nino Rota en 1923.

Nino Rota est né le 3 décembre 1911 à Milan dans une famille de musiciens. Il étudie, dès son enfance, au conservatoire de Milan, sous la direction d'Ildebrando Pizzetti.
Il acquiert une certaine renommée en tant que compositeur et chef d'orchestre dès son enfance, son premier oratorio, L'infanzia di San Giovanni Battista, ayant été par exemple représenté à Milan et à Paris en 1923, alors qu'il n'avait que douze ans.
En 1929, il intègre le conservatoire Sainte-Cécile, à Rome, où il étudie sous la direction d'Alfredo Casella.
Le chef d'orchestre Arturo Toscanini lui conseille alors d'aller se perfectionner à Philadelphie (Pennsylvanie). Rota y obtient une bourse d'études au Curtis Institute, où il étudie, de 1930 à 1932, sous la direction de Fritz Reiner (direction d'orchestre) et de Rosario Scalero (composition).
De retour à Milan, il poursuit ses études en étudiant la littérature à l'université de Milan. Il publie également une thèse consacrée à Gioseffo Zarlino, compositeur de la Renaissance.
Il s'oriente ensuite vers une carrière d'enseignement de la musique, à partir de 1937, qu'il mène de front avec son œuvre de compositeur, et qui le conduit à prendre la direction, en 1950, du conservatoire de Bari, qu'il poursuit jusqu'à sa mort en 1979.
Nino Rota écrit ses premières partitions pour le cinéma dès 1933 pour Treno popolare de Raffaelo Matarazzo, puis pour Zazà (1944), film réalisé par Renato Castellani. Il travaille aussi pour Edgar G. Ulmer, Alberto Lattuada, Henry Cass, Luigi Comencini, Terence Young et Henri Verneuil. Il fait la connaissance du réalisateur Federico Fellini, alors que celui-ci travaillait sur son premier film, Le Cheik blanc (Lo sceicco bianco, 1952). C'est le début d'une fructueuse collaboration entre le réalisateur et le compositeur, incluant, entre autres, les musiques des films Les Vitelloni, La strada, La dolce vita. La bande sonore du film Huit et demi est ainsi fréquemment citée comme un des éléments les plus marquants du film, lui donnant une certaine « cohérence ». Il compose également la musique du Satyricon, d'Amarcord, du Casanova de Fellini et de deux des quatre sketches de Boccace 70 dont l'un fut tourné par le « maître ». Son dernier travail avec Fellini est Répétition d'orchestre (Prova d'orchestra) en 1978, un de ses chefs-d'œuvre. La relation Rota - Fellini a été si importante qu'aux funérailles d'État à Rome auxquelles Fellini a eu droit, le célèbre trompettiste italien Mauro Maur joua devant une foule immense l'œuvre « l'Improvviso dell'Angelo » de Nino Rota.
Parmi les partitions les plus célèbres de Nino Rota, citons également celles du Parrain (dont un motif musical est proche du thème de l'opéra La Force du destin de Verdi) et du Parrain II, réalisés par Francis Ford Coppola, et de Roméo et Juliette, réalisé par Franco Zeffirelli ou celles du Guépard ou de Rocco et ses frères de Luchino Visconti.
En dehors de ses travaux pour le septième art, Nino Rota a également composé dix opéras, cinq ballets et beaucoup d'autres œuvres instrumentales, dont le Concerto Soirée (pour piano et orchestre) (1962).
Il meurt le 10 avril 1979 à Rome d'une thrombose coronaire. Son décès survient juste après l'enregistrement de la bande sonore de Répétition d'orchestre de Federico Fellini.
Le conservatoire de musique de Monopoli, près de Bari dans les Pouilles lui est dédié.

## Œuvre

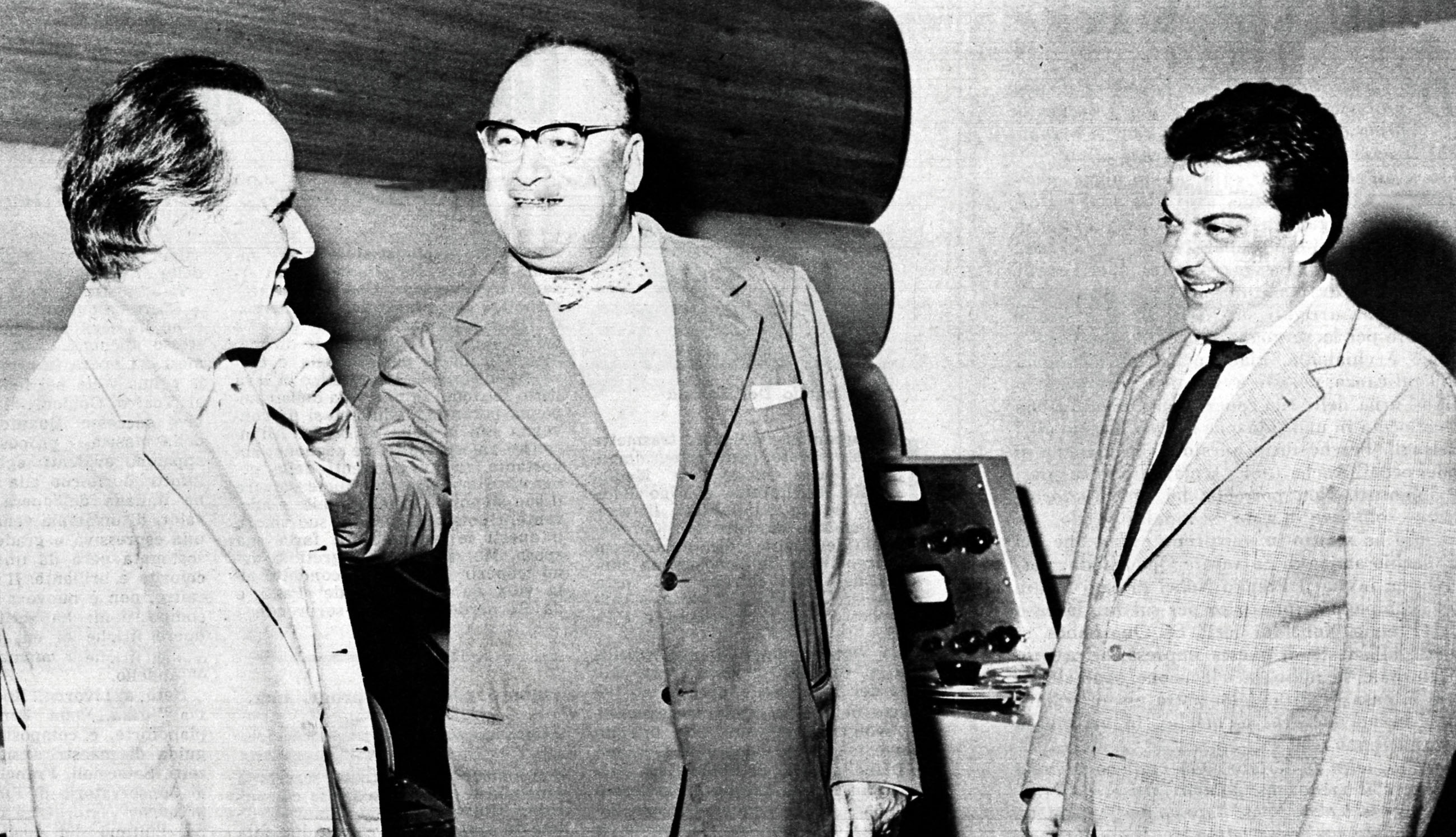
Nino Rota (à gauche), Riccardo Bacchelli (au centre) et Bruno Maderna (à droite) en 1963.

### Concertos
- 1925 : Concerto pour violoncelle no 0
- 1947 : Concerto pour harpe en sol
- 1959 : Andante sostenuto pour le concerto pour cor K412 de Mozart
- 1960 : Concerto pour piano no 1 en do
- 1962 : Concerto-Soirée pour piano
- 1966 : Concerto pour trombone en do
- 1968-1973 : Divertimento Concertante pour Contrebasse
- 1972 : Concerto pour violoncelle no 1
- 1973 : Concerto pour violoncelle no 2
- 1974 : Ballade pour cor et orchestre Castel del Monte
- 1977 : Concerto pour basson
- 1978 : Concerto pour piano no 2 en mi

### Symphonies
- 1935-1939 : Symphonie no 1
- 1937-1940 : Symphonie no 2 en fa
- 1957-1959 : Symphonie no 3 en do
- 1972 : Symphonie no 4 Sopra una canzone d'amore

### Opéras
- 1926 : Il principe porcaro
- 1942 : Ariodante
- 1943 : Torquemada
- 1946 : Il cappello di paglia di Firenze d'après Un chapeau de paille d'Italie
- 1950 : I due timidi
- 1955 : Il cappello di paglia di Firenze
- 1959 : Scuola di guida
- 1959 : La notte de un nevrastenico
- 1959 : Lo scoiattolo in gamba
- 1965-1969 : La visita meravigliosa
- 1968 : Aladino e la lampa magica
- 1973-1977 : Napoli milionaria

### Musique orchestrale
- 1922 : Infanzia di S. Giovanni Battista, oratorio pour solistes, orchestre et chœur
- 1923 : Fugue pour quatuor à cordes, orgue et orchestre à cordes
- 1931-1932 : Sérénade pour orchestre en quatre temps
- 1932-1934 : Balli pour petit orchestre
- 1935 : Sonate pour orchestre de chambre no 1
- 1937-1938 : Sonate pour orchestre de chambre no 2
- 1950 : Variation et fugue pour orchestre
- 1953 : Variation pour orchestre
- 1954 : Méditation pour chœur et orchestre
- 1958-1961 : Concerto en fa pour orchestre
- 1960 : Fantasia sopra dodici note del Don Giovanni di Mozart pour piano et orchestre
- 1964-1965 : Concerto pour cordes
- 1970 : Due momenti
- 1976 : Guardando il Fujiyama, pensées pour Hiroshima
- 1977 : Rabelaisiana pour voix et orchestre
- 1977 : Concerto pour basson et orchestre
- Valses

### Ballets
- 1963 : La Fiera di Bari
- 1966 : La Strada
- 1976-1978 : Le Molière imaginaire

### Musique vocale
- Août 1923 : Perché si spense la lampada (Quando tu sollevi la lampada al cielo)
- Avril 1932 : Le Prime Battute di 6 Canzoni e un Coro per L'Isola Disabitata
- 1933 : Ballade et sonnet de Pétrarque
- 1935 : Tre liriche infantili pour chanteurs (soprano, ténor) et piano/Three childrens' lyrical poems for voice and piano
- 1957 : Vocalise pour soprano et piano
- 1961 : Mater fons amoris pour soprano (ou ténor) solo, chœur de femmes et orgue
- 1972 : Voix et Piano

### Musique de chambre

#### Musique pour piano
- 1919 : Il mago doppio, suite pour quatre mains
- 1920 : Trois pièces
- 1922 : Prélude et fugue pour piano à 4 mains
- 1924 : Illumina tu, o fuoco
- 1924 : Io cesserò il mio canto
- 1924 : Ascolta o cuore june
- 1925 : Il Presàgio
- 1925 : La figliola del re
- 1930 : Ippolito gioca
- 1931 : Campane a festa
- 1933 : Campane a sera
- 1935 : Il pastorello e altre due liriche infantili
- 1938 : La passione
- 1941 : Bagatelle
- 1945 : Fantaisie en sol
- 1946 : Fantaisie en do
- 1954 : Azione teatrale
- 1964 : 15 Préludes
- 1971 : Sette pezzi difficili per bambini
- 1972 : Cantico en mémoire d'Alfredo Casella
- 1975 : Deux valses sur le nom de Bach
- 1975 : Suite du Casanova de Fellini

#### Duos
- 1931 : Pièce pour cor en fa et contrebasse
- 1945 : Sonate en ré pour clarinette et piano
- 1972 : Sonate pour cuivre et orgue
- 1972 : Cinq Pièces faciles pour flûte et piano
- 1972-1973 : Trois Pièces pour 2 flutes
- 1977 : Allegro danzante pour clarinette et piano

#### Pour cordes et piano
- 1934-1935 : Sonate en sol pour alto et piano (révisée en 1970)
- 1936-1937 : Sonate pour violon et piano
- 1945 : Intermezzo pour alto et piano
- 1945 : Sonate pour alto et piano de la Sonate en ré pour clarinette et piano
- 1947 : Improvizzo en ré mineur pour violon et piano
- 1969 : Improvizzo pour violon et piano (Un diavolo sentimentale)

#### Pour vents et piano
- 1945 : Sonate en ré pour clarinette et piano
- 1955 : Elegia, élégie pour hautbois et piano
- 1972 : Cinq Pièces faciles pour flute et piano
- 1974 : Castel del Monte, ballade pour cor et piano
- 1974 : Toccata pour basson et piano
- 1977 : Pièce en ré pour clarinette et piano

#### Pour flute et harpe
- 1937 : Sonate pour flûte et harpe
- 1962 : Cadence pour le Concerto K299 de Mozart pour flûte et harpe

#### Trios
- Septembre 1958 : Trio pour flûte, violon et piano
- 1973 : Trio pour clarinette, violoncelle et piano

#### Quatuors
- 1932 : Invention pour quatuor à cordes
- 1948-1954 : Quatuor à cordes

#### autres
- 1923 : Il Richiamo (L'Appel) : Quintette à cordes avec voix
- 1929 : Il Presepio (Le Berceau) : Quatuor à cordes avec voix
- 1931 : Menuet
- 1935 : Quintette pour flûte, hautbois, alto, violoncelle et harpe
- 1943 : Piccola Offerta Musicale (Petite Offrande musicale) pour flûte, hautbois, clarinette, cor et basson
- 1945 : Sarabande et toccata pour harpe
- 1959, 1974 et 1977 : Nonette, pour flûte, hautbois, clarinette, basson, cor, violon, alto, violoncelle et contrebasse
- 1965 : Sonate pour orgue
- 1968 : Romance (Aria)

### Filmographie

#### Comme compositeur

##### Cinéma

###### Années 1940
- 1933 : Treno popolare de Raffaello Matarazzo
- 1942 : Jour de noces (Giorno di nozze) de Raffaello Matarazzo
- 1943 : La Terreur du pensionnat de Raffaello Matarazzo
- 1944 : Zazà de Renato Castellani
- 1944 : La Femme de la montagne de Renato Castellani
- 1945 : Le Passé qui tue (La freccia nel fianco) d'Alberto Lattuada et Mario Costa
- 1945 : Lo sbaglio di essere vivo (it) de Carlo Ludovico Bragaglia
- 1945 : Les Ennuis de monsieur Travet (Le Miserie del Signor Travet)  de Mario Soldati
- 1946 : Mon fils professeur (Mio figlio professore) de Renato Castellani
- 1946 : Rome ville libre (Roma città libera) de Marcello Pagliero
- 1946 : Un Américain en vacances de Luigi Zampa
- 1946 : Albergo Luna, camera 34 (it) de Carlo Ludovico Bragaglia
- 1947 : Vivre en paix (Vivere in pace) de Luigi Zampa
- 1947 : Confession dans la nuit (Vanità) de Giorgio Pàstina
- 1947 : Le Crime de Giovanni Episcopo (Il Delitto di Giovanni Episcopo) d'Alberto Lattuada (non crédité)
- 1947 : Daniele Cortis de Mario Soldati
- 1948 : Amants sans amour de Gianni Franciolini
- 1948 : Sous le soleil de Rome (Sotto il sole di Roma) de Renato Castellani
- 1948 : Sans pitié (Senza pietà) d'Alberto Lattuada
- 1948 : Fuite en France (Fuga in Francia) de Mario Soldati
- 1948 : Les Années difficiles (Anni difficili) de Luigi Zampa (non crédité)
- 1948 : De nouveaux hommes sont nés (Proibito rubare) de Luigi Comencini
- 1948 : Le Héros de la rue (L'Eroe della strada) de Carlo Borghesio
- 1948 : La Course aux illusions (Molti sogni per le strade) de Mario Camerini
- 1948 : Sept Ans de malheur (Come persi la guerra) de Max Linder
- 1948 : Totò au Tour d'Italie de Mario Mattoli
- 1948 : Le Choix des anges (Arrivederci, papà!) de Camillo Mastrocinque
- 1949 : La Montagne de verre (en) (The Glass Mountain) d'Henry Cass
- 1949 : L'Obsédé (Obsession) d'Edward Dmytryk
- 1949 : Le Tocsin (Campane a martello) de Luigi Zampa
- 1949 : Children of Chance de Luigi Zampa
- 1949 : Les Pirates de Capri (I Pirati di Capri) d'Edgar Georg Ulmer et Giuseppe Maria Scotese
- 1949 : Comment j'ai découvert l'Amérique (it) (Come scopersi l'America) de Carlo Borghesio

###### Années 1950
- 1950 : È primavera de Renato Castellani
- 1950 : Naples millionnaire (Napoli milionaria) d'Eduardo De Filippo
- 1950 : Her Favourite Husband (en) de Mario Soldati
- 1950 : Dans les coulisses (Vita da cani) de Mario Monicelli et Steno
- 1950 : Pour l'amour du ciel (È più facile che un cammello…) de Luigi Zampa
- 1950 : Fra Diavolo (Donne i briganti) de Mario Soldati
- 1950 : È arrivato il cavaliere de Mario Monicelli et Steno
- 1950 : Il monello della strada (it) de Carlo Borghesio
- 1951 : White Corridors (en) de Pat Jackson (non crédité)
- 1951 : Due mogli sono troppe (it) de Mario Camerini
- 1951 : La Vallée des aigles (Valley of Eagles) de Terence Young
- 1951 : Filumena Marturano d'Eduardo De Filippo
- 1951 : Quelles drôles de nuits (Era lui… sì! sì!) de Marino Girolami, Marcello Marchesi et Vittorio Metz
- 1951 : Peppino e Violetta de Maurice Cloche
- 1951 : Peppino e Violetta de Maurice Cloche et Ralph Smart
- 1951 : Anna d'Alberto Lattuada
- 1951 : Napoleone de Carlo Borghesio
- 1952 : Un ladro in paradiso de Domenico Paolella
- 1952 : Le Prince esclave (Le meravigliose avventure di Guerrin Meschino) de Pietro Francisci
- 1952 : Something Money Can't Buy de Pat Jackson
- 1952 : Le Cheik blanc, aussi appelé Courrier du cœur (Lo sceicco bianco) de Federico Fellini
- 1952 : Les Trois Corsaires (I tre corsari) de Mario Soldati
- 1952 : Les Anges du faubourg (Gli angeli del quartiere) de Carlo Borghesio
- 1952 : Totò e i re di Roma de Mario Monicelli et Steno
- 1952 : Enquête à Venise (Venetian Bird) de Ralph Thomas
- 1952 : Des gosses de riches (Fanciulle di lusso) de Bernard Vorhaus
- 1952 : La Reine de Saba (La regina di Saba) de Pietro Francisci
- 1952 : Ragazze da marito d'Eduardo De Filippo
- 1952 : Mélodies immortelles (Melodie immortali - Mascagni) de Giacomo Gentilomo
- 1952 : Noi due soli (it) de Marino Girolami, Marcello Marchesi et Vittorio Metz
- 1952 : Marito e moglie d'Eduardo De Filippo
- 1952 : La Fille du corsaire noir (Jolanda la figlia del corsaro nero) de Mario Soldati
- 1953 : Panique à Gibraltar (I sette dell'orsa maggiore) de Duilio Coletti
- 1953 : Un dimanche romain (La domenica della buona gente) d'Anton Giulio Majano
- 1953 : Le Boulanger de Valorgue d'Henri Verneuil
- 1953 : L'Auberge tragique (Riscatto) de Marino Girolami
- 1953 : Les Vitelloni (I Vitelloni) de Federico Fellini
- 1953 : Les Années faciles de Luigi Zampa
- 1953 : Le Navire des filles perdues (La nave delle donne maledette) de Raffaello Matarazzo
- 1953 : L'Assassin de la rue Paradis (Via Padova 46) de Giorgio Bianchi
- 1953 : L'Ennemi public no 1 d'Henri Verneuil
- 1953 : Marco la Bagarre (Musoduro) de Giuseppe Bennati
- 1953 : Les femmes mènent le jeu (Scampolo '53) de Giorgio Bianchi
- 1953 : Gli uomini, che mascalzoni! (it) de Glauco Pellegrini
- 1954 : Rapt à Venise (La mano dello straniero) de Mario Soldati
- 1954 : Un siècle d'amour (Cento anni d'amore) de Lionello De Felice (segments Garibaldina et Pendolin)
- 1954 : L'Étoile des Indes (en) (Star of India) d'Arthur Lubin
- 1954 : L'amour viendra (Appassionatamente) de Giacomo Gentilomo
- 1954 : La strada de Federico Fellini
- 1954 : Mambo de Robert Rossen
- 1954 : Vierge moderne (Vergine moderna) de Marcello Pagliero
- 1954 : Les Deux orphelines (Le due orfanelle) de Giacomo Gentilomo
- 1954 : L'amante di Paride de Marc Allégret
- 1955 : Bella non piangere de David Carbonari
- 1955 : Tonnerre sous l'Atlantique (La grande speranza) de Duilio Coletti
- 1955 : Amis pour la vie (Amici per la pelle) de Franco Rossi
- 1955 : Il bidone de Federico Fellini
- 1955 : Un héros de notre temps (Un eroe dei nostri tempi) de Mario Monicelli
- 1955 : Du sang dans le soleil (Proibito) de Mario Monicelli
- 1955 : La Belle de Rome (La bella di Roma) de Luigi Comencini
- 1955 : Accadde al penitenziario (it) de Giorgio Bianchi
- 1955 : Divisione Folgore de Duilio Coletti
- 1955 : Io piaccio (en) de Giorgio Bianchi
- 1955 : Guerre et Paix (War and Peace) de King Vidor
- 1956 : Londres appelle Pôle Nord (Londra chiama Polo Nord) de Duilio Coletti
- 1956 : Ragazze al mare de Giuliano Biagetti
- 1957 : Le Moment le plus beau (Il momento più bello) de Luciano Emmer
- 1957 : Les Nuits de Cabiria (Le notti di Cabiria) de Federico Fellini
- 1957 : Nuits blanches (Le notti bianche) de Luchino Visconti
- 1957 : Le Désert de la gloire de Guido Malatesta
- 1957 : Barrage contre le Pacifique (This Angry Age) de René Clément
- 1957 : Le Médecin et le Sorcier (Il medico e lo stregone) de Mario Monicelli
- 1957 : Italia piccola (it) de Mario Soldati
- 1958 : Ville de nuit (Città di notte) de Leopoldo Trieste
- 1958 : Les Jeunes Maris (Giovani mariti) de Mauro Bolognini
- 1958 : Fortunella d'Eduardo De Filippo
- 1958 : Les Italiens sont fous (Gli italiani sono matti) de Duilio Coletti et Luis María Delgado (en)
- 1958 : Un morceau de ciel (Un ettaro di cielo) d'Aglauco Casadio
- 1958 : La loi, c'est la loi (La legge è legge) de Christian-Jaque
- 1959 : La Grande Guerre (La grande guerra) de Mario Monicelli

###### Années 1960
- 1960 : La dolce vita de Federico Fellini
- 1960 : Plein Soleil de René Clément
- 1960 : Sous dix drapeaux (Sotto dieci bandiere) de Duilio Coletti
- 1960 : Rocco et ses frères (Rocco e i suoi fratelli) de Luchino Visconti
- 1961 : Les Joyeux Fantômes (Fantasmi a Roma) d'Antonio Pietrangeli
- 1961 : Il brigante de Renato Castellani
- 1962 : Le Meilleur Ennemi (The Best of Enemies) de Guy Hamilton
- 1962 : Boccace 70 (segments Le Travail (Il lavoro) de Luchino Visconti, et Les Tentations du docteur Antoine (Le tentazioni del dottor Antonio) de Federico Fellini)
- 1962 : Miracle à Cupertino (The Reluctant Saint) d'Edward Dmytryk
- 1962 : L'Île des amours interdites (L'isola di Arturo) de Damiano Damiani
- 1962 : Les Séquestrés d'Altona (I Sequestrati di Altona) de Vittorio De Sica
- 1963 : Huit et demi (Otto e mezzo) de Federico Fellini
- 1963 : Le Guépard (Il Gattopardo) de Luchino Visconti
- 1963 : Il maestro di Vigevano d'Elio Petri
- 1965 : Juliette des esprits (Giulietta degli spiriti) de Federico Fellini
- 1965 : Aujourd'hui, demain et après-demain (Oggi, domani, dopodomani) (segment L'ora di punta d'Eduardo De Filippo)
- 1966 : Spara forte, più forte… non capisco d'Eduardo De Filippo
- 1967 : La Mégère apprivoisée (The Taming of the Shrew) de Franco Zeffirelli
- 1968 : Roméo & Juliette (Romeo and Juliet) de Franco Zeffirelli
- 1968 : Histoires extraordinaires, sketch Toby Dammit ou Il ne faut jamais parier sa tête avec le diable de Federico Fellini
- 1969 : Satyricon (Fellini - Satyricon) de Federico Fellini

###### Années 1970
- 1970 : Formule 1 d'Umberto Lenzi
- 1970 : Waterloo de Sergueï Bondartchouk
- 1972 : Fellini Roma (Roma) de Federico Fellini
- 1972 : Le Parrain (The Godfather) de Francis Ford Coppola
- 1973 : Film d'amour et d'anarchie de Lina Wertmüller
- 1973 : Amarcord de Federico Fellini
- 1973 : Hi wa shizumi, hi wa noboru (陽は沈み陽は昇る?) de Koreyoshi Kurahara
- 1974 : The Abdication d'Anthony Harvey
- 1974 : Le Parrain, 2e partie (The Godfather: Part II) de Francis Ford Coppola
- 1976 : Ragazzo di borgata (it) de Giulio Paradisi
- 1976 : Caro Michele de Mario Monicelli
- 1976 : Le Casanova de Fellini (Il Casanova di Federico Fellini) de Federico Fellini
- 1978 : Mort sur le Nil (Death on the Nile) de John Guillermin
- 1978 : Répétition d'orchestre de Federico Fellini
- 1979 : L'Ouragan (Hurricane) de Jan Troell

##### Télévision

###### Téléfilms
- 1961 : The Two Shy People
- 1967 : Beaucoup de bruit pour rien d'Alan Cooke
- 1969 : Bloc-notes d'un cinéaste (téléfilm documentaire) de Federico Fellini
- 1970 : Les Clowns (téléfilm documentaire) de Federico Fellini
- 1971 : Tchervona Routa (Chervona ruta)
- 1975 : Pisnia zavzhdy z namy (en) de Viktor Storozhenko
- 1978 : Quei figuri di tanti anni fa d'Eduardo De Filippo
- 1978 : Il teatro di Eduardo d'Eduardo De Filippo

###### Séries télévisées
- 1967 : La tormenta (en) (88 épisodes)
- 1976 : Les Origines de la mafia (it) (Alle origini della mafia) (mini-série) (5 épisodes)
- 1980 : Le Comte de Monte-Cristo (mini-série) (4 épisodes)
- 1981 : La Jeune fille du premier rang de Jacques Trébouta
- 1982 : Il furto della Gioconda (mini-série) (3 épisodes)

##### Documentaires
- 1975 : Et le Casanova de Fellini ? de Gianfranco Angelucci et Liliana Betti
- 2001 : Francis Coppola's Notebook (court métrage documentaire vidéo) de Kim Aubry
- 2002 : Fellini, je suis un grand menteur (Fellini sono un gran bugiardo) de Damian Pettigrew
- 2004 : Le monde magique du souvenir Fellinien (court métrage documentaire vidéo) d'Angela Romboni
- 2011 : La visita meravigliosa. Viaggio in Italia sulle tracce di Nino Rota de Mauro Gioia
- 2013 : Sur les traces de Fellini de Gerald Morin

#### Comme acteur
- 1963 : Huit et demi (Otto e mezzo) : Bit part

## Distinctions
Liste non exhaustive.

### Récompenses
- 1973 : Golden Globe de la meilleure musique de film pour Le Parrain
- 1973 : Grammy Award de la meilleure musique de film pour Le Parrain
- 1974 : Oscar de la meilleure musique de film pour Le Parrain II (The Godfather, Part II) - absent lors de la cérémonie de remise des Oscars
- 1977 : David di Donatello du meilleur musicien pour Le Casanova de Fellini

### Nominations
- 1973 : Oscar de la meilleure musique de film pour Le Parrain - déclaré inéligible en raison de sa réutilisation de la musique du film Fortunella (1958)[3],[4]